# Tigre de papier
Tigre de papier est la traduction littérale de l'expression chinoise « zhǐ lǎohǔ » (紙老虎) et  désigne une chose apparemment terrifiante, mais en réalité inoffensive.

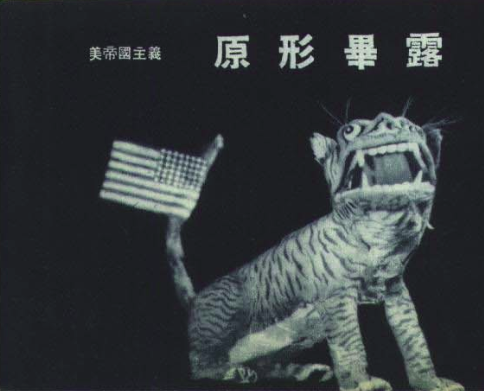
Caricature chinoise représentant les USA sous la forme d'un tigre de papier.

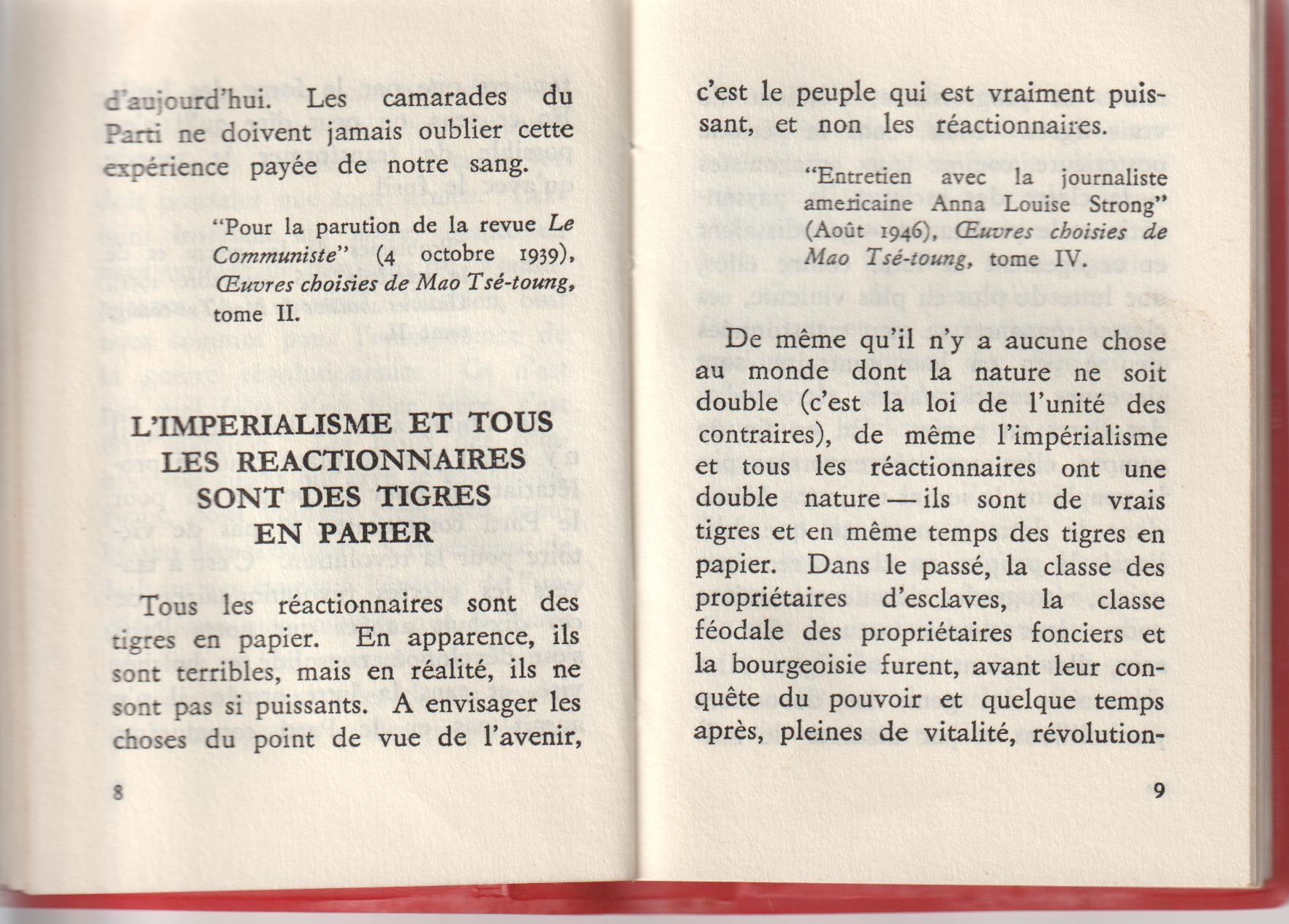
Citation du livre Le Président Mao Tse Toung sur la guerre populaire (1967)

L’expression est devenue célèbre à l’international comme un slogan utilisé par Mao Zedong, ancien président du Parti communiste chinois et dirigeant suprême de la République populaire de Chine, contre ses opposants politiques, en particulier les États-Unis. Elle a depuis été utilisée de diverses manières et dans différentes variantes pour désigner de nombreux autres adversaires et entités.

## Autres occurrences
- L'édition Unglued (pour le fun) du jeu de cartes Magic : l'assemblée contient une carte Paper Tiger dont la seule présence rend inoffensif le Rock Lobsters (nom anglais du Jasus edwardsii, et nom d'une chanson du groupe The B-52's). Par allusion au jeu Pierre-feuille-ciseaux, le tigre de papier est lui-même rendu inoffensif si le Scissor Lizard est présent[réf. nécessaire].

- L'expression apparaît dans le film L'aventure c'est l'aventure lorsque les héros sont enlevés par un révolutionnaire d'Amérique du Sud[réf. nécessaire].

- C'est également le nom d'une histoire du Père Castor[réf. nécessaire].